# Орлова Юлія Борисівна
Юлія Борисівна Орлова (нар. 25 листопада 1969) — українська підприємиця й топменеджерка. Генеральний директор та співвласниця видавництва «Vivat» (Група компаній «Фактор»). Член правління Асоціації книговидавців та книгорозповсюджувачів. Колумністка.

## Біографія і кар'єра
Вищу освіту здобула у Харківському національному університеті імені В. Н. Каразіна за фахом аналітична хімія.
З 1991 року працювала у видавництві Фоліо (видавництво) керівницею відділу продажів.
У 2004 році створила власне видавництво «Аргумент-Принт». 
З 2013 року Орлова стає генеральним директором видавництва Vivat, яке є в складі Групи компаній «Фактор» (засновник і президент ГК «Фактор» Сергій Політучий).
У 2013 році здобула MBA освіту. У 2019 пройшла курс "Стратегічний маркетинг" в Києво-Могилянській бізнес школі та була відібрана на програму "Відповідальне лідерство" від Aspen Institute Ukraine.
У 2019 році розпочала свою роботу 63 сесія ООН. У ній взяла участь делегація жінок від України, до якої увійшла генеральний директор видавництва Vivat Юлія Орлова. Це була друга делегація за всю історію незалежності України.
«У війни не жіноче обличчя, але я хочу звернути увагу на необхідність глобального системного залучення жінок на державному рівні для участі у вирішенні конфліктів. Я хочу, щоб зрілий вік для наших українських жінок дійсно був «віком щастя», хочу їх бачити гендерно рівними, здоровими і впевненими у собі та в своєму майбутньому. А для цього потрібен діалог та професійний нетворкінг. Я хочу слухати та бути почутою, спілкуватися, накопичувати досвід та ділитися ним» — так аргументувала свою участь у 63 сесії ООН Юлія Орлова. Заява делегації «Україна: соціально-економічний процес, що забезпечує справедливий гендерний баланс» за посиланням.
У 2023 році Орлова розповіла для медіа Вечір про "Вечори видавчині Vivat Юлії Орлової: «вигадування» книжок, час з сім’єю і друзями, бізнес-серіали". Поділилася інформацією про сімʼю і друзів: "Зараз мої вечори проходять з сім’єю. Можемо вечеряти, дивитися фільми або просто відпочивати. У нас є свої ритуали, яких ми намагаємося притримуватися. Наприклад, відкладаємо телефони і багато спілкуємося на різні теми".
Видавчиня додала: "Я багато їжджу світом, тому мало часу проводжу з друзями. Але інколи нам вдається зібратися разом вшістьох – ми дружимо з юнацького віку."
23 травня 2024 року росіяни обстріляли харківську типографію "Фактор-друк" — одну з найбільших у Європі. Внаслідок цього загинули семеро працівників друкарні, ще 22 зазнали поранень. Згоріло 50 тисяч книжок. Найбільших фінансових збитків через це зазнало видавництво Vivat, яке належить до того ж холдингу, що й постраждала друкарня. Юлія Орлова у великому інтервʼю для Суспільне Культура розповіла про наслідки обстрілу і втрати Групи компаній "Фактор" і видавництва Vivat зокрема. 

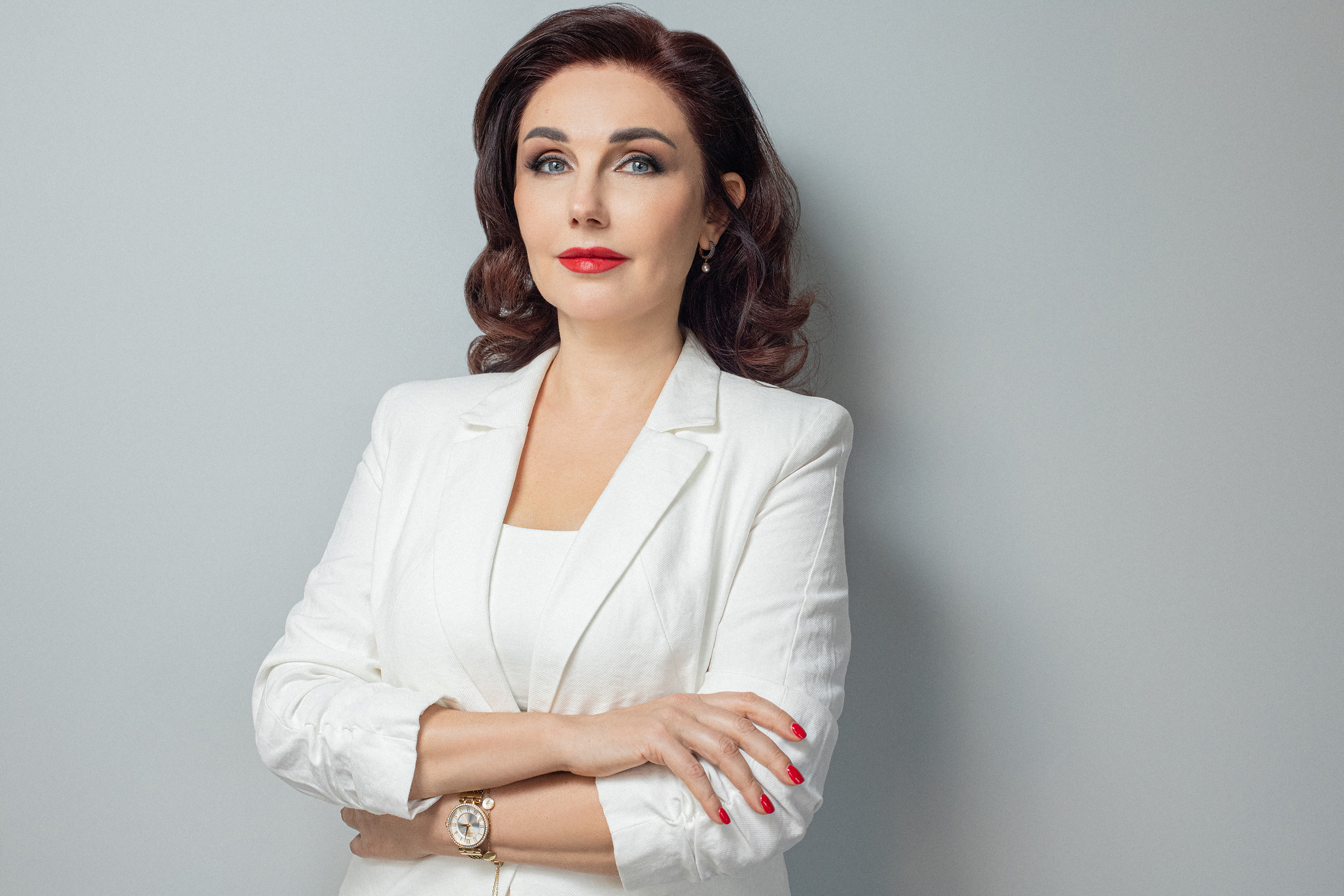
Орлова Ю. Б.

У вересні 2024 року дала велике інтервʼю для медіа Свідомі про 20 мільйонів збитків від російського обстрілу, фестивалі, «піратство» та культуру читання в Україні. СЕО видавництва розповіла про найпопулярніші книжки і те, чому видає літературу про війну:
"Книги про війну, можливо, й не всі стали бестселерами, але їх ми видаємо. Це наш спосіб розмовляти з майбутнім поколінням, нагадувати їм про сучасні події й зберігати колективну памʼять. Окрім того, нам важливо видавати українську класику, тому що зараз суспільство повертається до національного коду. Я бачу, як багато людей почали носити вишиванки, читати й розмовляти українською, цікавитися українськими традиціями та історією. І той факт, що класика, умовно кажучи, «зайшла», не може не тішити. Це і дозволяє нам видавати серію за серією, чергу за чергою, що не може не надихати робити більше".

У 2025 році Юлія Орлова увійшла до списку 16 фіналістів премії «Підприємець року 2025» в Україні. Вона стала однією з двох представників видавничої галузі серед фіналістів конкурсу.

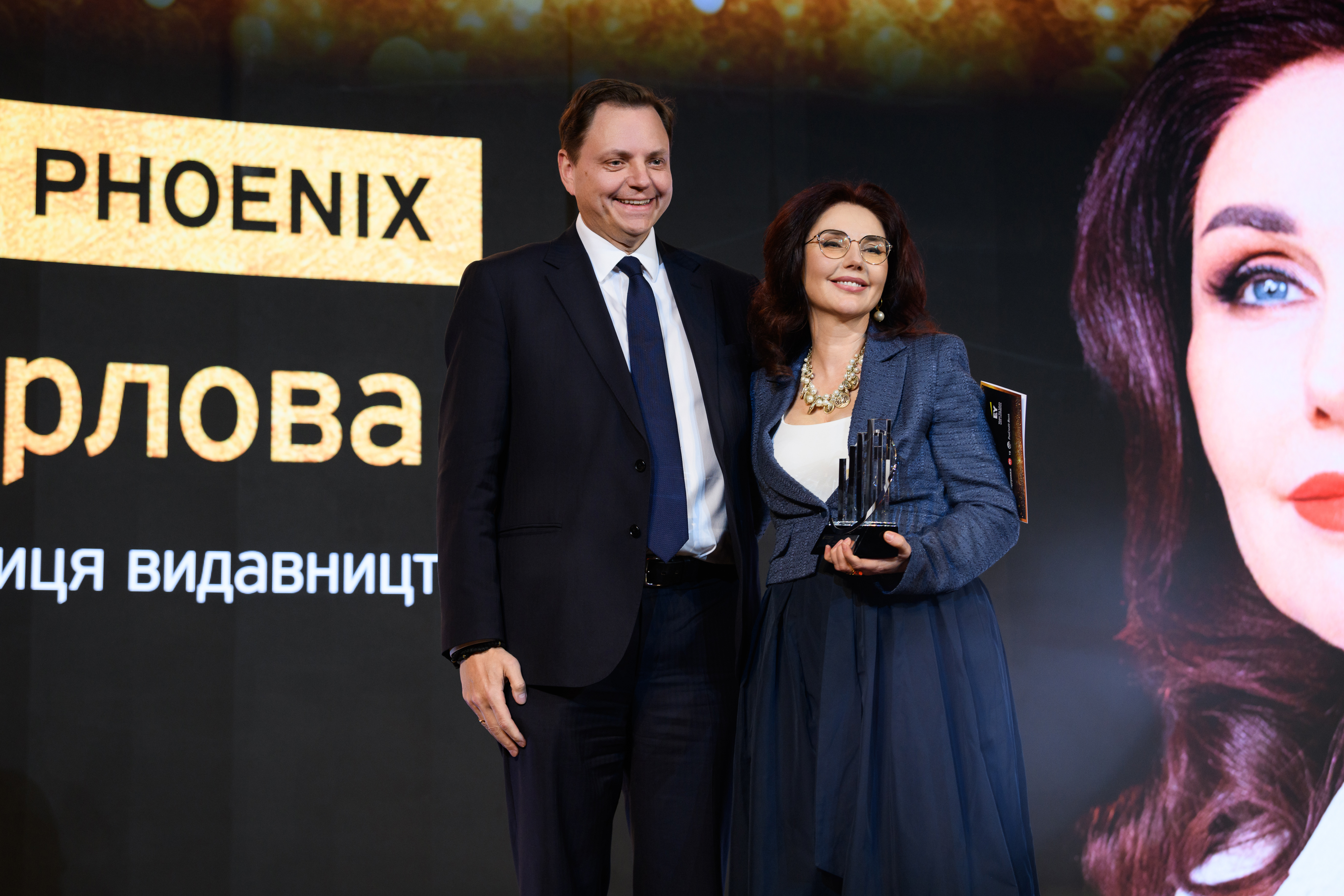
Юлія Орлова - Підприємець року

25 березня 2025 року видання «Українська правда» відзначило сотні українок-лідерок премією «УП 100. Сила жінок». Ця нагорода вручається жінкам-лідеркам, які значно впливають на розвиток України в різних сферах. Юлія Орлова була відзначена в категорії «Бізнес» за свою роль у розвитку видавничої галузі та вагомий внесок у підтримку українського книговидання.
10 квітня 2025 року Юлія Орлова стала лавреаткою премії «Підприємець року 2025». Про це видавчиня повідомила на своїй фейсбук-сторінці, а організатори - на офіційній сторінці. Орлова отримала нагороду в номінації «Бізнес Фенікс» (Business Phoenix). На сайті премії зазначається, що серед критеріїв оцінки були підприємницький дух власника, цілеспрямованість, галузевий вплив та розвиток бізнесу.

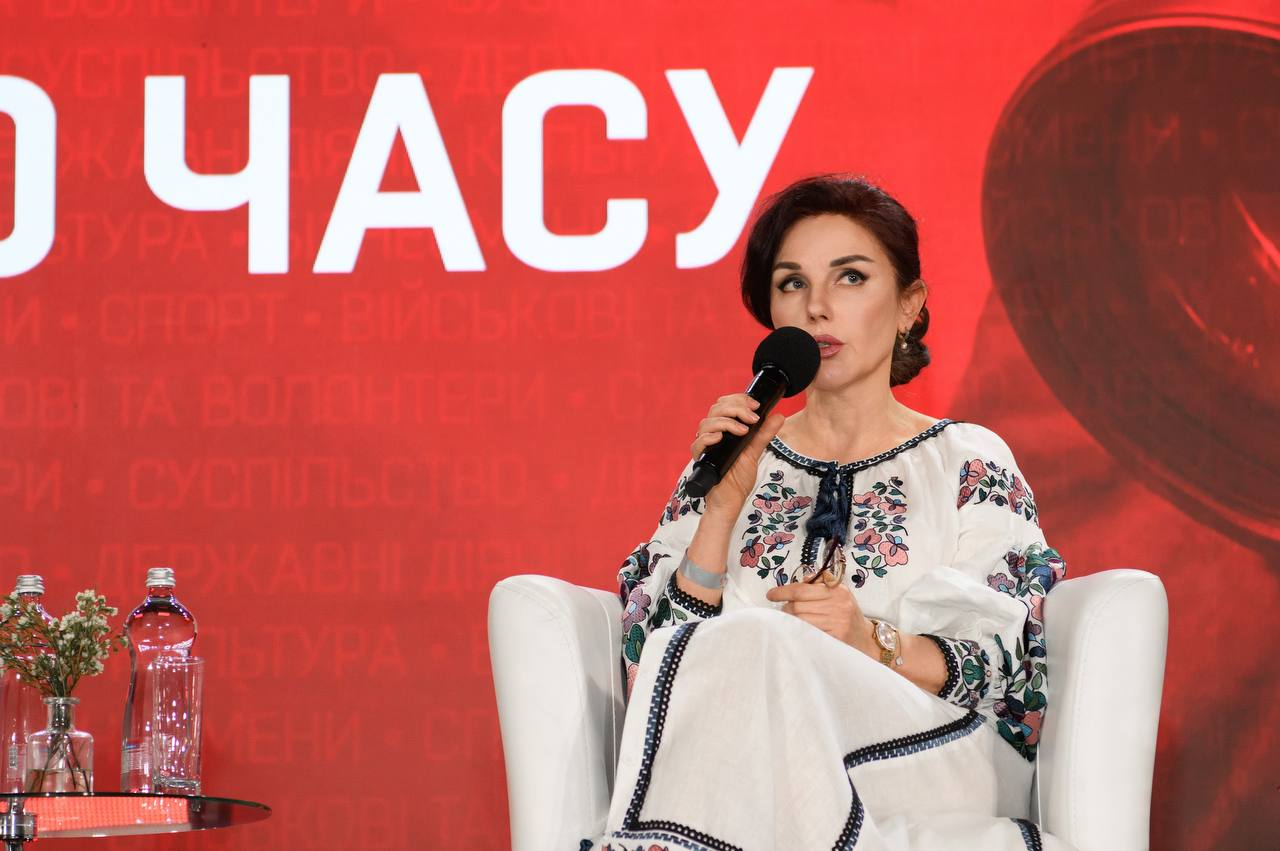
Юлія Орлова під час "Великий вечір з NV"

"Приємно, що це перший випадок, коли видавництво взагалі відзначили як бізнес, це надважливий прецедент для книговидавничої галузі цілком», — сказала Ю. Орлова.
У 2025 році  генеральна директорка та співвласниця видавництва Vivat Юлія Орлова була відзначена у категорії «Бізнес» під час заходу Великий вечір з NV у Києві.  Видання NV обрало 100 українців, які зробили значний внесок у захист та розвиток України. Перелік охоплював шість категорій: «військові та волонтери», «суспільство», «державні діячі», «культура», «бізнес» і «спорт».
16 травня 2025 року премія KBU Awards, яку вручають авторам нонфікшн і бізнес-літератури, відзначила Юлію Орлову "за плідну співпрацю з українськими авторами у 2024 році". 

## Нагороди
- Два роки поспіль входить до рейтингу «100 людей культури України» «Новое Время»[3].
- Увійшла у ТОП-100 найуспішніших жінок України за версією журналу «Новое время» у 2019 році «Новое Время»[4].
- Увійшла у рейтинг підприємиць України SHE Rank TOP 100[5].
- У березні 2019 року входить до складу жіночої делегації ООН на 63-ій сесії ООН[6].
- У 2020 році Юлія Орлова увійшла до п'ятірки номінанток Національної премії «Жінка України» в номінації «Бізнес. Менеджмент»[7].
- У 2023 році видавництво Vivat вийшло в рейтинг Forbes Next 250.
- Увійшла у ТОП 20 жінок, які реалізували себе у великому бізнесі, за версією Forbes. [8]
- Увійшла до рейтингу лідерів УП 100 у категорії "Бізнес" у 2024 році.[9]
- У 2025 році Юлія Орлова увійшла до списку 16 фіналістів премії «Підприємець року 2025» в Україні.
- У 2025 році Юлія Орлова увійшла до списку «УП 100. Сила жінок», який сформувало видання «Українська правда».
- У 2025 році стала лауреаткою престижної премії EY «Підприємець року 2025» у номінації «Бізнес Фенікс» (Business Phoenix).
- У 2025 році увійшла до списку "Людей NV 100" у категорії Бізнес.
- Премія KBU Awards відзначила Юлію Орлову "за плідну співпрацю з українськими авторами у 2024 році".

## Колонки
Колонка CEO видавництва Vivat Юлії Орлової  на сайті MC.Today — "Як видати хіт. Юлія Орлова розповідає, як Vivat обирає книги для друку".
Колонка CEO видавництва Vivat Юлії Орлової  на сайті Happy Monday — "Чому не варто боятися конфліктів у команді та як розв’язувати їх у три кроки", "Від учня до майстра: 5 порад, що допоможуть вам стати експертом".
Колонка CEO видавництва Vivat Юлії Орлової на сайті LB (Лівий Берег) — "Життєстійкість — нова валюта нашого часу", "Книжкові тренди: чим вони відрізняються в Україні і за кордоном?".
Колонка CEO видавництва Vivat Юлії Орлової на сайті Happy Monday — "Як збудувати успішну карʼєру в книговиданні?".
Колонка CEO видавництва Vivat Юлії Орлової на сайті NV — усі публікації.
Колонка CEO видавництва Vivat Юлії Орлової на сайті Liga.net — усі публікації.